# Triatoma barberi
Triatoma barberi es un insecto heteróptero y hematófago de la familia Reduviidae. Es uno de los vectores más importantes en la transmisión de la Enfermedad de Chagas en México. La especie se describe principalmente como intradomiciliaria, aunque también se la encuentra en peridomicilios. Por tanto, su proliferación está asociada a medios antrópicos.
Al ser un triatomino pequeño en relación con otras especies y por ser habilidoso para escabullirse en oquedades en los muros, T. barberi es difícil de colectar.
La especie se constituye como un vector importante del T. cruzi por su gran distribución, por la preferencia de ambientes antrópicos, y por la coexistencia con otros miembros del género Triatoma como T. dimidiata y T. pallidipennis y de mamíferos del género Neotoma como N. micropus y N. mexicana.El solapamiento en la distribución geográfica con estos últimos mamíferos sugiere un proceso de coespeciación huésped-ectoparásito, a pesar de que en la actualidad T. barberi es observado principalmente en asociación a domicilios humanos.

## Distribución
T. barberi es una especie endémica de México. Pertenece al grupo de especies protracta, junto con Triatoma protracta, T. peninsularis, T. sinaloensis, T. neotomae, T. nitida, y T. incrassata. Este grupo está circunscripto al sudoeste de Estados Unidos y México. Se han encontrado especímenes en 14 estados mexicanos, como Oaxaca, Jalisco, Morelos y Sonora.

## Huevos
Los huevos de T. barberi son blanquecinos luego de la oviposición y se tornan transparentes al eclosionar. Presentan forma elipsoidal y se distinguen por dos líneas longitudinales suaves que se continúan paralelamente desde la región apical a la región dorsal.